# 프로톤 (자동차)

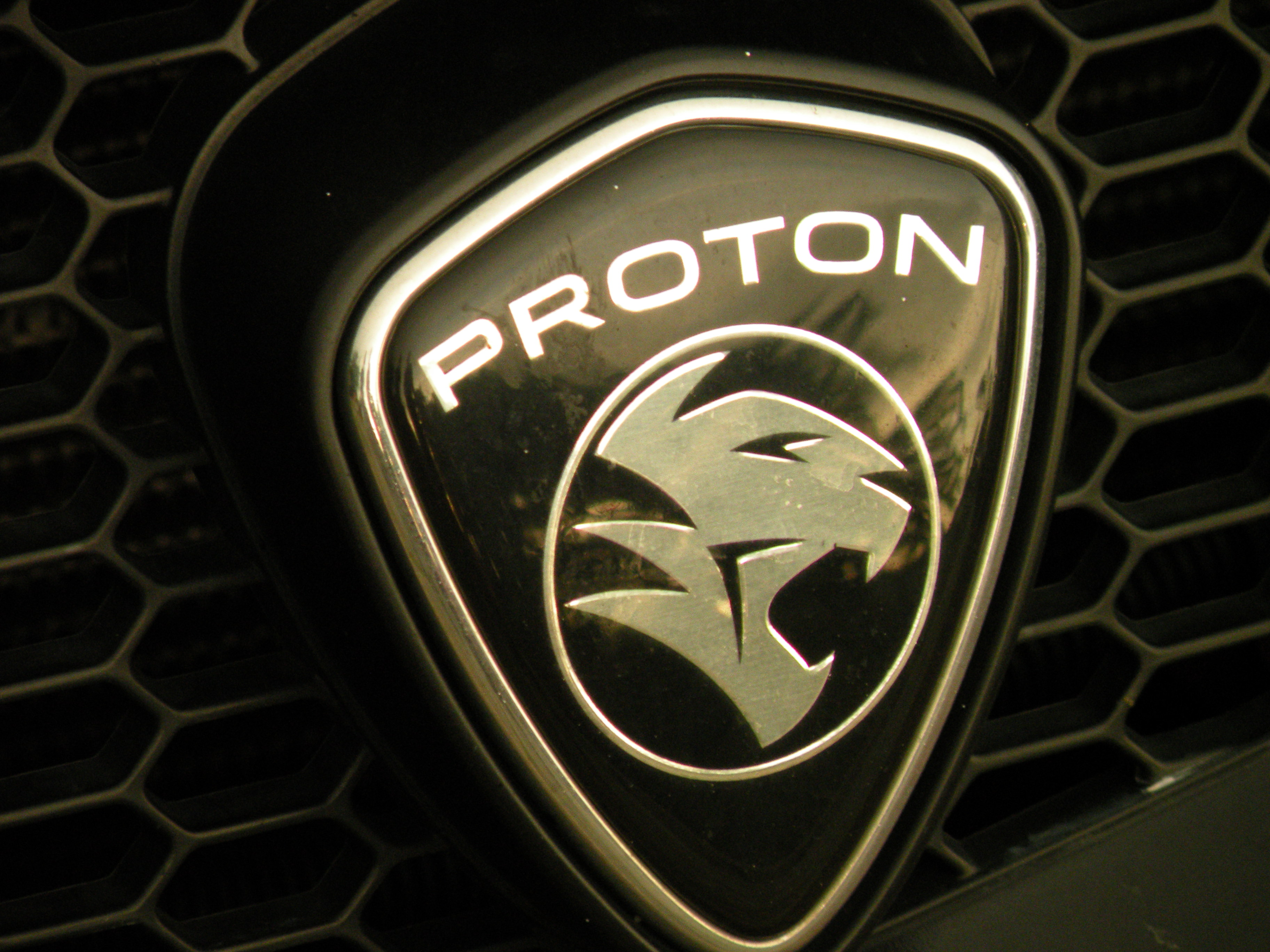

프로톤 자동차(영어: Proton, Perusahaan Otomobil Nasional)는 말레이시아의 자동차 제조 기업이다. 마하티르 빈 모하맛가 첫 총리 임기(1981~ 2003) 때 갖고 주도했던 사업이지만. 1985년에 설립된 말레이시아 최대의 자동차 제조 기업으로 로터스의 모기업에 속한다. 프로톤은 중국 지리 자동차 그룹에 인수되었다.